# جب خميس
جب خميس قرية سوريّة تتبع إداريّاً لمحافظة حلب منطقة منبج ناحية خفسة، بلغ تعداد سكانها (1,093) نسمة حسب التعداد السكاني لعام 2004.